# Super Bowl LIX
Super Bowl LIX là trận siêu cúp bóng bầu dục Mỹ giữa nhà vô địch American Football Conference (AFC) Kansas City Chiefs và nhà vô địch National Football Conference (NFC) Philadelphia Eagles để quyết định nhà vô địch National Football League (NFL) mùa giải 2024. Cả hai đội đã tái đấu kể từ trận Super Bowl LVII.
Eagles đã đánh bại Chiefs với tỷ số 40–22, giành chức vô địch Super Bowl đầu tiên kể từ Super Bowl LII bảy năm trước đó và chức vô địch chung cuộc thứ hai. Bên cạnh đó, chiến thắng của Eagles đã ngăn cản Chiefs vô địch Super Bowl ba lần. Tiền vệ chính Jalen Hurts của Philadelphia đã được vinh danh là Cầu thủ xuất sắc nhất (MVP) Super Bowl.
Super Bowl LIX được tổ chức vào ngày 9 tháng 2 năm 2025 tại Caesars Superdome ở New Orleans. Super Bowl LIX là lần thứ mười Super Bowl được tổ chức tại New Orleans. Ngoài ra, trận đấu cũng là trận thứ tám tại Superdome và là trận đầu tiên kể từ Super Bowl XLVII năm 2013. Trận đấu được phát sóng truyền hình tại Hoa Kỳ bởi Fox và phát sóng trực tuyến trên Tubi.

## Bối cảnh

### Lựa chọn địa điểm đăng cai
Vào ngày 23 tháng 5 năm 2018, giải đấu đã chọn New Orleans làm địa điểm đăng cai Super Bowl LVIII ban đầu. Sau đó, sự kiện tạm thời được lùi vào ngày 4 tháng 2 năm 2024. Vào tháng 3 năm 2020, giải đấu và Hiệp hội Cầu thủ bóng bầu dục Mỹ chuyên nghiệp (NFLPA) đã đồng ý mở rộng mùa giải thường xuyên từ 16 lên 17 trận bắt đầu từ năm 2021, đẩy Super Bowl LVIII sang ngày 11 tháng 2 năm 2024. Điều này khiến sự kiện gặp xung đột với lễ kỷ niệm Mardi Gras của New Orleans. Vào ngày 14 tháng 10 năm 2020, giải đấu quyết định chuyển Super Bowl LVIII đến một thành phố khác (sau đó Las Vegas đã được chọn) và trao quyền tổ chức Super Bowl LIX cho New Orleans vì Mardi Gras năm 2025 không diễn ra cho đến ngày 4 tháng 3. Do đó, mọi xung đột thời gian đã được giải quyết.

### Logo
Logo chính thức của Super Bowl LIX được công bố vào ngày 12 tháng 2 năm 2024. Nó tuân theo mẫu logo được thiết lập kể từ Super Bowl LVI với các chữ số La Mã có hình ảnh đại diện cho thành phố và khu vực đăng cai. Các chữ số La Mã được tạo bởi một tác phẩm nghệ thuật của nghệ sĩ địa phương "Queen" Tahj Williams, một nhân vật thuộc cộng đồng người da đỏ Mardi Gras. Đây là lần đầu tiên NFL hợp tác với một nghệ sĩ địa phương để thiết kế biểu tượng Super Bowl.
Thiết kế được tạo bằng hạt cườm và có họa tiết hoa bách hợp màu đỏ, xanh lá cây và vàng lấy cảm hứng từ Mardi Gras, một biểu tượng từ lâu đã gắn liền với New Orleans và được sử dụng làm logo cho New Orleans Saints, gợi lên thiết kế ban công sắt đặc trưng trong kiến trúc của thành phố, đặc biệt là ở Khu phố Pháp.

## Đội hình xuất phát
| Kansas City         | Vị trí   | Vị trí   | Philadelphia          |
| Tấn công            | Tấn công | Tấn công | Tấn công              |
| ------------------- | -------- | -------- | --------------------- |
| Xavier Worthy       | WR       | WR       | Jahan Dotson          |
| JuJu Smith-Schuster | WR       | WR       | DeVonta Smith         |
| DeAndre Hopkins     | WR       | WR       | A. J. Brown           |
| Travis Kelce        | TE       | TE       | Dallas Goedert        |
| Joe Thuney          | LT       | LT       | Jordan Mailata        |
| Mike Caliendo       | LG       | LG       | Landon Dickerson      |
| Creed Humphrey      | C        | C        | Cam Jurgens           |
| Trey Smith          | RG       | RG       | Mekhi Becton          |
| Jawaan Taylor       | RT       | RT       | Lane Johnson          |
| Patrick Mahomes     | QB       | QB       | Jalen Hurts           |
| Isiah Pacheco       | RB       | RB       | Saquon Barkley        |
| Phòng ngự           |          |          |                       |
| Chris Jones         | DT       | DT       | Jordan Davis          |
| Tershawn Wharton    | DT       | DT       | Jalen Carter          |
| Mike Danna          | DE       | LB       | Josh Sweat            |
| Leo Chenal          | LB       | LB       | Nolan Smith           |
| Nick Bolton         | LB       | LB       | Zack Baun             |
| Drue Tranquill      | LB       | LB       | Oren Burks            |
| Chamarri Conner     | DB       | DB       | Cooper DeJean         |
| Trent McDuffie      | CB       | CB       | Darius Slay           |
| Jaylen Watson       | CB       | CB       | Quinyon Mitchell      |
| Justin Reid         | S        | S        | Reed Blankenship      |
| Bryan Cook          | S        | S        | C. J. Gardner-Johnson |